# لو گراند کویی
شهر لو گراند کویی (به فرانسوی: Le Grand-Quevilly) در شهرستان سن مریتیم در ناحیه نرماندی علیا با جمعیت ۲۶٬۲۲۶ نفر در کشور فرانسه واقع شده‌است